# GNOME Logiciels
GNOME Logiciels ou Software, du projet GNOME, est une interface graphique basée sur PackageKit, qui est lui-même un outil qui gère plusieurs gestionnaires de paquets. C’est un outil de gestion de paquets qui permet de chercher, d’obtenir des informations, d’installer, de supprimer et de mettre à jour des logiciels. Il gère les paquets RPM aussi bien que les Deb. Il est écrit en C et fut ajouté dès GNOME 3.10.
Ce logiciel peut être utilisé pour gérer les dépôts logiciels tels que les PPA d’Ubuntu. Il peut être comparé à la logithèque Ubuntu.
GNOME Software utilise la spécification AppData pour la présentation des logiciels. Appdata est un sous-ensemble de la bibliothèque AppStream (en).

## Fonctionnalités
- Recherche paquets.
- Lister les paquets installés.
- Installation, suppression et mise à jour des paquets.
- Mise à niveau du système d’exploitation.
- Gestion des paquets Flatpak

## Historique
Fin 2015 pour Ubuntu 16.04 LTS, Canonical abandonne la logithèque Ubuntu et le remplace par GNOME Logiciels.
En 2019, GNOME Logiciels désactive le plugin qui gère le gestionnaire de paquets Snap.
En 2021, l’interface utilisateur de GNOME Logiciel a été refondue.